# 中尾典義
中尾 典義（なかお のりよし、1968年2月7日 - ）は、福岡県出身。日本の薬剤師、榎屋相談薬舗株式会社代表取締役社長である。

## 来歴
岡山大学大学院薬学専攻科修士課程を修了した。「吉富製薬株式会社（現在の田辺三菱製薬株式会社）」東京研究所にて医薬品開発に従事し、在職中、多発性硬化症治療薬の開発に携わる。（フィンゴリモド（開発コード：FTY720）に関わる資料 ）。その後、病院の薬剤師として臨床経験を積む。
1995年、家業である漢方薬局（1907年創業）を継ぎ、有限会社ヱノキヤ薬局（現：榎屋相談薬舗株式会社）を設立。
2001年、全国の慢性病などで悩んでいる患者の漢方相談を受け、漢方薬を提案するWEBサイト「相談堂」を開設。
2007年、研究所時代や漢方専門薬剤師としての経験から抗真菌剤やサプリメント等の開発～特許取得を手掛ける。
同年、経口投与組成物「三中参」を開発【公開特許公報(A)_経口投与組成物、出願番号：2007174632、年次：2009】
社長業の傍ら、講演、講師活動やボランティア活動も行う。
2011年、2011年3月11日の東日本大震災を切っ掛けに予備自衛官に志願し、定期的に訓練に参加する。
2014年、2014年4月 クリピュア〈統合医療でがんに克つ〉vol.70で、『当院における漢方診療－医師と薬剤師による有効な抗がん処方』の取材を受ける。
2017年、ミス・ユニバース・ジャパン鹿児島認定漢方薬剤師となり、漢方を使った健康と美容に関する講義（動画が開く）を行う。